# Luiz Nicolaci da Costa
Luiz Nicolaci da Costa (Rio de Janeiro) é um astrônomo e astrofísico brasileiro com longa carreira internacional. Atualmente mora no Brasil.
Doutor em Física pela Harvard University, é pesquisador titular do Observatório Nacional e coordenador do Laboratório Interinstitucional de e-Astronomia (LIneA).

## Descobertas
O cientista foi responsável pelo projeto SSRS2 cujo objetivo era mapear a estrutura em grande escala do universo local, sendo um dos trabalhos de maior impacto da astronomia brasileira, utilizando-se para isso o telescópio do Observatório do Pico dos Dias, atualmente parte do Laboratório Nacional de Astrofísica, entre outros telescópios. Esse projeto serviu de impulso para projetos posteriores como o ENEAR e o acordo de aquisição de tempo de telescópio entre o Observatório Nacional e o European Southern Observatory no Chile. 
Coordenou o ESO Imaging Survey (EIS) na Alemanha e na volta ao Brasil coordena os projetos DES Brazil e a participação brasileira no Sloan Digital Sky Survey III. De olho na astronomia do futuro, baseada na aquisição e análise de grande quantidade de dados, coordena no Observatório Nacional o projeto estruturante Astrosoft para a montagem da infra-estrutura que permita enfrentar os grandes desafios da área de tecnologia da informação aplicada à astrofísica na próxima década.
Esses projetos são gerenciados e mantidos pelo Laboratório Interinstitucional de e-Astronomia que envolve o Observatório Nacional,  LNCC, e RNP.

## Experiência profissional
- Pesquisador titular do Observatório Nacional
- Pesquisador European Southern Observatory, Alemanha
- Professor Visitante Hebrew University Of Jerusalem, Israel
- Professor Visitante Institut d Astrophysique, IAP, França
- Professor Visitante Universite de Paris Meudon, França
- Professor Visitante Harvard Smithsonian Center For Astrophysics, CFA, Estados Unidos

## Publicações
- Assessing the galaxy population out to z ~ 2 using the Hubble Deep Field South. T. Wiegert, D.F. de Mello, C.Horellou, 2004, Astronomy and Astrophysics 426, 455.
- The Southern Sky Redshift Survey. da Costa, L. Nicolaci; Pellegrini, P. S.; Sargent, W. L. W.; Tonry, J.; Davis, M.; Meiksin, A.; Latham, David W.; Menzies, J. W.; Coulson, I. A., Astrophysical Journal, Part 1 vol. 327, April 15, 1988, p. 544-560
- The Galaxy Luminosity Function at Z ⇐ 0.05: Dependence on Morphology. Marzke, Ronald O.; da Costa, L. Nicolaci; Pellegrini, Paulo S.; Willmer, Christopher N. A.; Geller, Margaret J. Astrophysical Journal v.503, 1998, p. 617
- On the universality of the two-point galaxy correlation function. Davis, Marc; Meiksin, Avery; Strauss, Michael A.; da Costa, L. Nicolaci; Yahil, Amos Astrophysical Journal, Part 2 - Letters, vol. 333, Oct. 1, 1988, p. L9-L12
- Cluster versus Field Elliptical Galaxies and Clues on Their Formation. Bernardi, Mariangela; Renzini, Alvio; da Costa, Luiz N.; Wegner, Gary; Alonso, M. Victoria; Pellegrini, Paulo S.; Rité, Charles; Willmer, Christopher N. A. The Astrophysical Journal, Volume 508, Issue 2, pp. L143-L146. 12/1998
- ESO imaging survey. Deep public survey: Multi-color optical data for the Chandra Deep Field South. Arnouts, S.; Vandame, B.; Benoist, C.; Groenewegen, M. A. T.; da Costa, L.; Schirmer, M.; Mignani, R. P.; Slijkhuis, R.; Hatziminaoglou, E.; Hook, R.; Madejsky, R.; Rité, C.; Wicenec, A. Astronomy and Astrophysics, v.379, p. 740-754 (2001)